# Litúrgia cristiana
La litúrgia cristiana és un patró per l'adoració recomanada o prescrita per una determinada denominació cristiana. Tot i que el terme "litúrgia" s'utilitza en general per parlar de l'adoració pública, en el ritu bizantí s'utilitza el terme "litúrgia divina" per parlar del servei Eucarístic. Aquesta litúrgia habitualment s'utilitza el diumenge, o el dissabte en el cas de les esglésies que practiquen el sàbat, però no de manera exclusiva. La litúrgia és la reunió de cristians per meditar la 'Paraula de Déu' (la Bíblia cristiana) i animar la fe. A la majoria de les tradicions cristianes, les litúrgies són presidides per un clergue.

## Esglésies cristianes occidentals

### Església catòlica llatina
- Ritu romà
  - Missa pre-tridentina fins al 1570
  - Missa tridentina (1570–1969). La versió de 1962 es permet com una forma extraordinària del Ritu Romà.
  - Missa de Pau VI (1970–present)
  - Ús Anglicà. Antics anglicans units a l'església catòlica.
- Ritu ambrosià (a Milà, Itàlia i àrees veïnes)
- Ritu patriarcal (desaparegut: Itàlia nord-oriental)
- Ritu de Braga (a Braga, Portugal)
- Ritu de Durham (desaparegut: Durham, Anglaterra)
- Ritu gal (desaparegut: 'Gàlia', actual França)
- Ritu mossàrab (a Toledo i Salamanca, Espanya)
- Ritu celta (desaparegut: Illes Britàniques)
- Ritu de Salisbury (desaparegut: Anglaterra)
- Ritus d'Ordes catòlics (generalment desapareguts)
  - Ritu benedictí
  - Ritu carmelita
  - Ritu cartoixà
  - Ritu cistercenc
  - Ritu dominicà
  - Ritu Norbertí

### Esglésies protestants
Mentre que algunes esglésies protestants no usen litúrgies, molts d'aquestes esglésies les han retingut.

#### Esglésies reformades
Els ministres de la Reforma Protestant van utilitzar litúrgies conjuntes que van posar èmfasi en la predicació i la Bíblia. Els Puritans i separatistes anglesos es van allunyar de les formes establertes al segle xvii, però moltes esglésies reformades van conservar litúrgies i continuen utilitzant-les.

#### Esglésies luteranes
- Església de Dinamarca
- Església de Noruega
- Església de Suècia
- Església de Finlàndia
- Església Evangèlica Luterana a Amèrica
- Església Luterana de Missouri
- Sínode Evangèlic Luterà de Wisconsin

#### Comunió anglicana
En temps de la reforma, el ritu de Salisbury s'utilitzava juntament amb el ritu romà. Els reformadors van voler traduir el llatí a l'anglès, cosa que va fer l'arquebisbe de Canterbury Thomas Cranmer amb l'Exhortació i la lletania del 1544. El 1549, Cranmer va escriure una litúrgia completa en llengua anglesa. Cranmer era en gran part responsable per les primeres dues edicions del Llibre de l'oració comuna. Bàsicament eren traduccions del ritu de Salisbury. mentre practicat en Catedral de Salisbury. Van sorgir problemes d'interpretació i per això es va fer una edició revisada el 1552, i les revisions posteriors del 1604 i 1662 es basen en aquesta. L'edició de 1662 és l'autoritzada per l'Església d'Anglaterra. Algunes pregàries de l'Església Episcopal Americana tenen algunes formes litúrgiques lleugerament diferents.
- Llibre de l'oració comuna
- Exhortation I Lletania (1544)

#### Església Metodista Unida
La seva tradició litúrgica es basa en el patrimoni anglicà i sobretot John Wesley, un sacerdot anglicà que va liderar el primer Renaixement metodista. L'Església Metodista Unida té litúrgies oficials per serveis de l'Eucaristia, baptisme, casaments, funerals, ordenació, unció dels malalts, i Hores canòniques. Hi ha també serveis especials per dies sagrats com Tots Sants, Dimecres de cendra, Dijous Sant, Divendres Sant, i la Vigília Pasqual. Molts d'aquestes litúrgies deriven del Llibre de l'oració comuna anglicà.

## Esglésies unides

### Església del sud de l'Índia
La litúrgia de l'Església de l'Índia Del sud combina moltes tradicions, incloent la dels metodistes i d'esglésies més petites com l'Església dels Germans i els Deixebles de Crist. El primer sínode d'aquesta església, celebrat a Madurai el març de 1948 va fixar un comitè litúrgic que es va aprovar el 1950. El 1962 es va completar. El 2004 es va tornar a revisar i el 2006 es va publicar.

## Esglésies cristianes orientals

### Església ortodoxa oriental
- Litúrgia divina de Sant Joan Crisòstom (Ritu bizantí)
- Litúrgia divina de Sant Basili el Gran (Ritu bizantí)
- Litúrgia de Sant Jaume (Ritu bizantí)
- Litúrgia de Sant Marc (Ritu bizantí)
- Litúrgia del Diàleg de Sant Gregori (Ritu bizantí)
- Litúrgia de Sant Tikhon (Ritu occidental ortodox)
- Litúrgia de Sant Gregory (ritu Occidental ortodox)
- Litúrgia de Sant Joan el Diví (Ritu Occidental ortodox)
- Litúrgia de Sant Germà (Ritu occidental ortodox)

### Esglésies ortodoxes orientals
- Litúrgia de Sant Jaume (Ritu sirià occidental)
- Litúrgia de Sant Marc, o Litúrgia de Sant Ciril (Ritu alexandrí)
- Litúrgia de Sant Basili el Gran (Ritu alexandrí i armeni)
- Litúrgia de Sant Gregori el Teòleg (Ritu Alexandrí)
- Litúrgia de Sant Gregori l'Iluminador (Ritu Armeni)

### Església assíria de l'est
- Litúrgia d'Addai i Mari (Ritu sirià oriental)
- Hallowing de Nèstor
- Hallowing de Teodor de Mopsuestia

### Esglésies catòliques orientals
- Tradició litúrgica d'Alexandria
  - Ritu copte
  - Ritu etíop
- Tradició d'Antioquia
  - Ritu maronita
  - Ritu siríac
  - Ritu siro malankara
- Ritu armeni
- Caldeus
  - Ritu caldeu
  - Ritu Syro-Malabar
- Ritu bizantí (Constantinoble). Tradició molt uniforme excepte la llengua; 14 ritus
  - Albanès, Belarús, búlgar, Croat, grec, hongarès, Italo-albanès, Macedoni, Melkita, Romanès, rus, Ruteni, eslovac, ucraïnès